# Botanophila trifurcata
Botanophila trifurcata este o specie de muște din genul Botanophila, familia Anthomyiidae. A fost descrisă pentru prima dată de Huckett în anul 1947. Conform Catalogue of Life specia Botanophila trifurcata nu are subspecii cunoscute.